# 孔子大厦
孔子大厦是一家位于美国纽约市曼哈顿唐人街的华人公寓楼。这座44层高，拥有762间公寓的的棕色砖塔综合体（433英尺（132米））建设于1975年，共计花费了38,387,000美元。 这是第一所由公共房屋建设项目建设的主要供华裔使用的房屋。
该综合体包括762间公寓，容闳公立学校（124学校），商店，社区空间和一个日托中心。 此综合体坐落于且林广场北部，位于包厘街、宰也街和地威臣街的交汇处。
唐人街最受欢迎的地标之一是坐落于综合体前的中国哲学家孔子的十五尺铜像。雕塑是由中华总会作为纪念美国二百周年而建设的，由LiuShih设计。在雕塑的基础上，在美国国旗的旁边镌刻了一句儒家语句，以赞扬一个拥有智慧和能力的卓越领导人所带领的公正的政府。
20世纪70年代，第二大道地铁隧道的一段与其广场同时建成，并有些许涂鸦。